# Define the Great Line
| Оценки критиков     | Оценки критиков                                                          |
| Источник            | Оценка                                                                   |
| ------------------- | ------------------------------------------------------------------------ |
| AllMusic            | [ 1 ]                                                                    |
| Alternative Press   | [ 2 ]                                                                    |
| Cross Rhythms       | [ 4 ]                                                                    |
| Drowned in Sound    | 5/10                                                                     |
| TheFish             | highly favorable                                                         |
| Jesus Freak Hideout | [ 9 ]                                                                    |
| Kerrang!            | 4 из 5 звёзд · 4 из 5 звёзд · 4 из 5 звёзд · 4 из 5 звёзд · 4 из 5 звёзд |
| Punknews.org        | [ 3 ]                                                                    |
| HM Magazine         | "nearly perfect"                                                         |

Define the Great Line (в переводе с англ. — «Определить великую линию») — пятый студийный альбом американской рок-группы Underoath, выпущенный 20 июня 2006 года. Было выпущено специальное издание и DVD. Продюсерами были Адам Дуткевич из Killswitch Engage и Мэтт Голдман. Альбом дебютировал на 2-й строчке Billboard 200 и в первую неделю продался в количестве 98 000 тысяч копий и уже через неделю после выхода он стал самым продаваемым альбомом христианского рока после 1997 года.

## Релиз
В начале мая 2006 года, группа выступила на the Bamboozle festival. Ещё до релиза альбома в сеть были «слиты» ранние версии треков. Альбом был выпущен 20 Июня 2006 года и первым синглом стал Writing on the Walls. В октябре и ноябре 2006, группа отправилась международный тур Taste of Chaos, где посетила Новую Зеландию, Австралию, Японию и Европу. «You’re Ever So Inviting» был выпущен 23 января 2007 для радио.В мае группа возглавила тур Dirty South Tour в США при поддержке Norma Jean и Maylene and the Sons of Disaster. С конца июля по начало августа группа отправилась в турне Warped 2007 года. 12 сентября был выпущен клип на песню «A Moment Suspended in Time». Он был снят режиссером Popcore Film и снят в Швеции. С конца сентября по начало ноября группа отправилась в осенний тур хедлайнеров при поддержке Every Time I Die, Maylene and the Sons of Disaster и Poison the Well.

## Отзывы
Define the Great Line получил всеобщее признание как среди критиков, так и фанатов. Тони Каммингс из Cross Rhythms сказал, что этот релиз стал большим прорывом Underoath в мейнстрим, а Jesus Freak Hideout назвал альбом «самым ожидаемым релизом года». Журнал HM Magazine назвал альбом «почти идеальным», а обзор от Alternative Press прессы дал альбому полные пять звезд, выдвинув Гиллеспи как «прекрасный мелодичный аналог сокрушительного вокала Чемберлена», а при обсуждении стиля группы сказал: «называйте это сфокусированной агрессией, если хотите; „видение“ работает так же хорошо.» AllMusic дал альбому три с половиной из пяти звезд и описал Define the Great Line как «гигантскую продукцию, которая иллюстрирует, как далеко продвинулся христианский метал со времен Stryper и Bloodgood», и назвал его «пузырящимся и иногда величественным».

## Чарты
Альбом продавался очень хорошо и дебютировал на № 2 в чартах Billboard 200, продав более 98 000 копий за первую неделю. К августу 2006 года альбом был продан тиражом более 220 000 экземпляров. 11 ноября 2006 года альбом был сертифицирован RIAA как золотой, подтвердив продажу более 500 000 копий. Ведущий сингл альбома «Writing on the Walls» был номинирован на премию Грэмми 2007 года за лучшее короткометражное музыкальное видео.

## Список треков
| №                   | Название                            | Длительность |
| ------------------- | ----------------------------------- | ------------ |
| 1.                  | «In Regards to Myself»              | 3:24         |
| 2.                  | «A Moment Suspended in Time»        | 3:59         |
| 3.                  | «There Could Be Nothing After This» | 3:26         |
| 4.                  | «You're Ever So Inviting»           | 4:13         |
| 5.                  | «Sálmarnir»                         | 2:57         |
| 6.                  | «Returning Empty Handed»            | 4:27         |
| 7.                  | «Casting Such a Thin Shadow»        | 6:14         |
| 8.                  | «Moving for the Sake of Motion»     | 3:15         |
| 9.                  | «Writing on the Walls»              | 4:02         |
| 10.                 | «Everyone Looks So Good from Here»  | 2:56         |
| 11.                 | «To Whom It May Concern»            | 7:02         |
| Общая длительность: | Общая длительность:                 | 45:58        |

- Песня «Writing on the Walls» была показана в видеоигре 2007 года ATV Offroad Fury Pro, а «You’re Ever So Inviting» — в Madden NFL 07.[23]
- Песня «Sálmarnir», является продолжением песни «You’re Ever So Inviting». Содержит Псалом 50, стихи с 1 по 6. Само название-исландское слово, означающее «псалмы», хотя библейский отрывок в песне читается по-русски.

## Над альбомом работали
Underoath
- Спенсер Чемберлейн — Ведущий вокал, дополнительные ритм-гитары.
- Аарон Гиллеспи — Барабаны, чистый вокал
- Кристофер Дадли — Клавишные
- Грант Бранделл — Бас-гитара
- Тимоти МакТаг — Ведущая гитара, бэк-вокал
- Джеймс Смит — Ритм-гитары, дополнительные соло-гитары